# Tech Gate Vienna

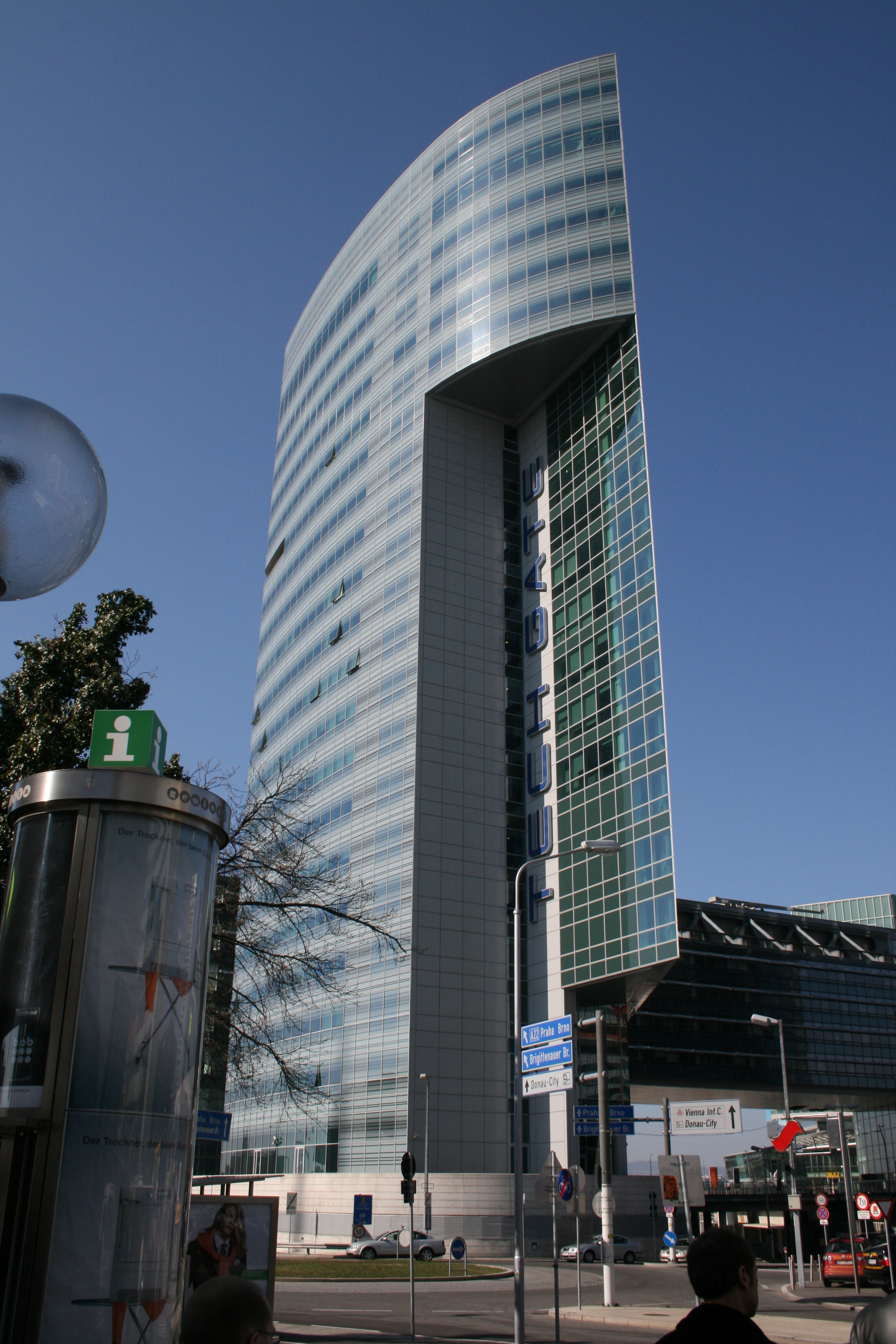
La Tech Gate Tower de la Tech Gate Vienna

La Tech Gate Vienna est le parc des sciences et de la technologie de la ville de Vienne. Il est situé dans l'arrondissement de Donaustadt. Le centre fut conçu par les architectes Wilhelm Holzbauer et Sepp Frank et fut construit  entre 1999 et 2005.
Un premier bâtiment, haut de 26 m, fut construit entre 1999 et 2001. Il comporte sept étages pour une superficie totale de 36 000 m2. Un deuxième bâtiment, la Tech Gate Tower, haut de 75 m, fut construit entre 2004 et 2005. Il comporte 19 étages pour une superficie totale de 18 000 m2. 